# 中國碳中和發展集團
中國碳中和發展集團有限公司，簡稱中國碳中和發展集團和中國碳中和（英語：China Carbon Neutral Development Group Limited，港交所：1372），又曾稱為「比速科技集團國際有限公司」及「怡益控股有限公司」，主要控股權曾多次易手。
前身為在1976年成立的「怡益控股有限公司」，由已故石雨明，以及游國輝（前主席），在香港（總部）成立。
2013年7月，前母公司盈信控股有限公司，把分拆現時業務在本港水務工程、道路及渠務工程、防止山泥傾瀉以及斜坡和擋土牆修補工程；及公用設施的土木工程上市。之後在2013年9月至11月期間進行分拆配售安排。
該公司在2013年12月11日於港交所主板上市。集資額為2.4億港元，招股價為1至1.2港元之間，發售為5000萬股。
2015年6月5日或16日，當時母公司盈信控股，接獲Youth Force Asia Ltd.（由姜建輝持有），以每股3.2334港元（2億股）收購該公司股份，總代價為485,010,000港元，此外該公司將會派發0.25港元特別股息。
2015年7月20日，該公司原有董事一併退任，而王顯碩已獲委任為執行董事，其次朱燕燕、葉棣謙和陳繼榮委任為獨立非執行董事。
2015年9月11日，該公司委任邢濱為執行董事。
2021年4月8日，公司再改名為「中國碳中和發展集團」。

## 連結
- excelengco.com